# بيبي أغيلار (لاعب كرة قدم)
بيبي أغيلار (بالإسبانية: Pepe Aguilar)‏ هو لاعب كرة قدم إسباني في مركز الوسط، ولد في 23 يناير 1970 في سانتاندير في إسبانيا. لعب مع ريال مورسيا وريكرياتيفو ونادي غرناطة.